# Custardappel
De custardappel (Annona reticulata) of ossenhart is een tot 10 meter hoge in droge tijden bladverliezende boom. De custardappel komt van nature voor op de Caraïben en in Midden-Amerika. Hij wordt in veel tropische landen geteeld. In de Oude Wereld treft men de custardappel minder vaak aan.

## Bladeren en bloemen
De afwisselend geplaatste tot 20 × 5 cm grote, verspreid staande bladeren zijn lancetvormig en gespitst, leerachtig met een zwakke glans en hebben een gave rand en zijn kaal. De bloemen groeien in hangende trossen van twee tot tien stuks.

## Vruchten

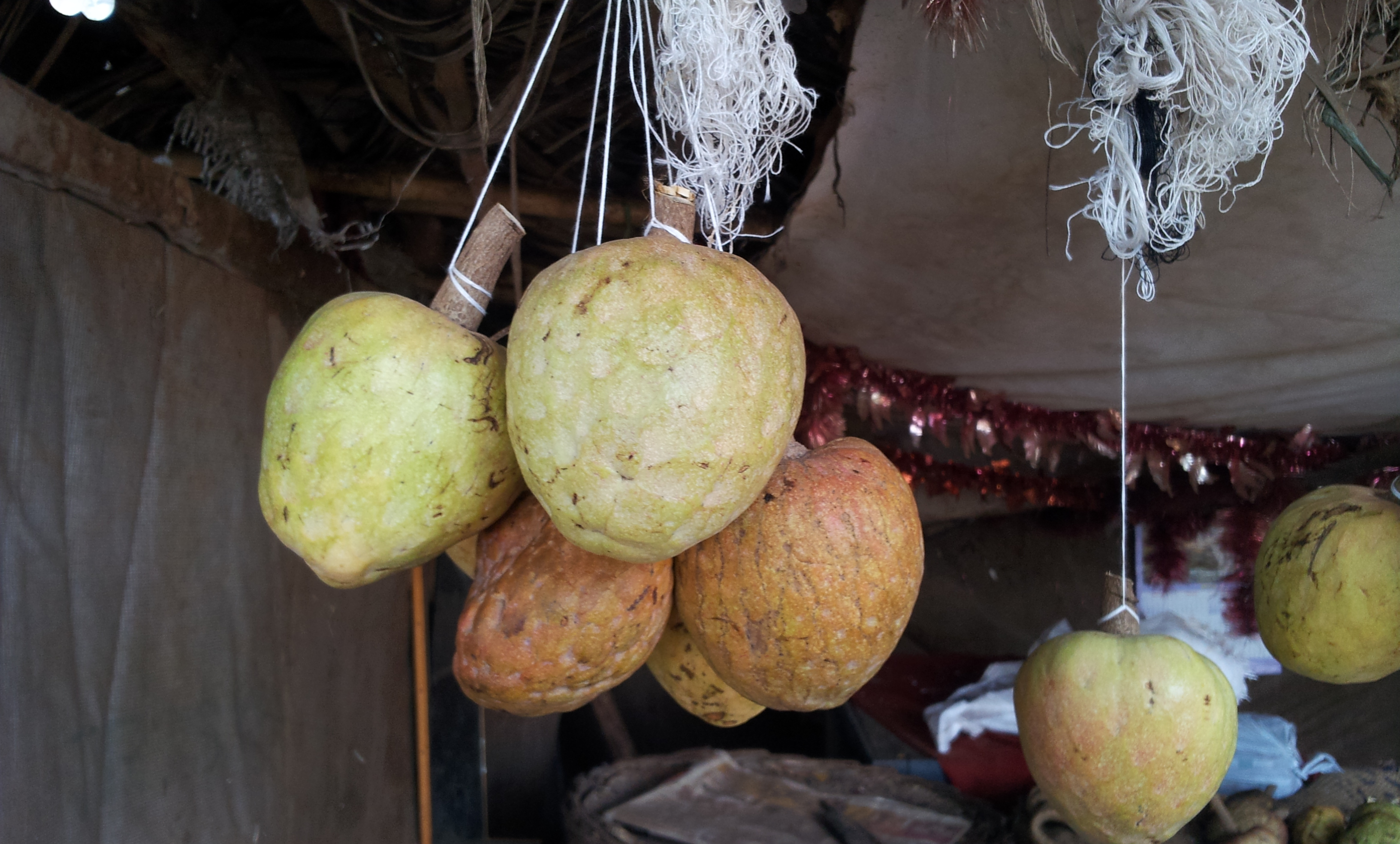
Custardappel in een fruitstal in India

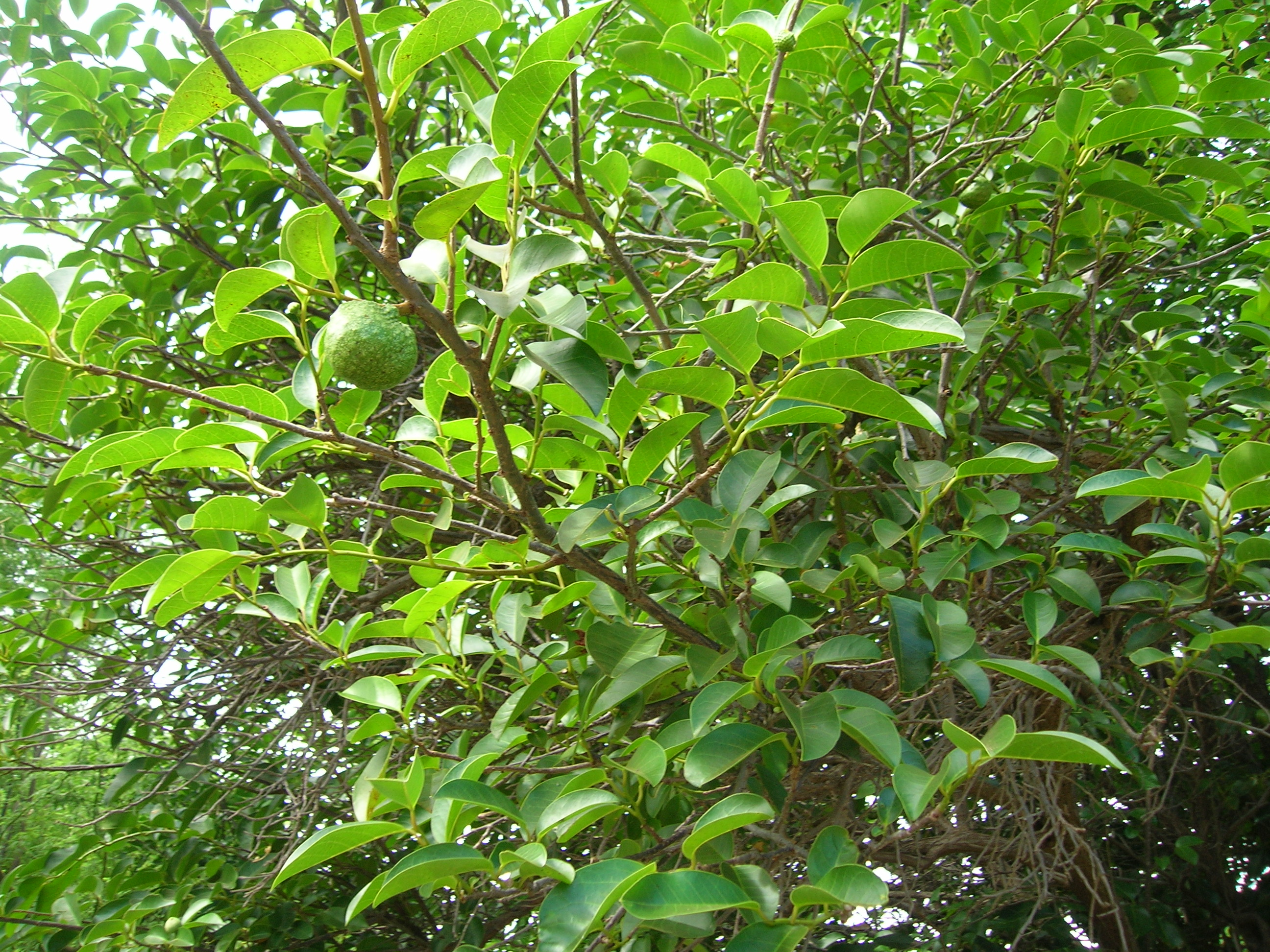
Boom met vrucht

Zoals alle soorten uit het geslacht Annona bestaat ook deze soort uit verzamelvruchten die uit vele vergroeide vruchtbladen bestaan, wat bij deze vrucht op basis van de weinig gestructureerde schil en de homogene pulp niet makkelijk te zien is. De vruchten zijn appel of hartvormig en bij de steel ingedeukt. De vrucht wordt tot 8-13 × 8-16 cm groot. De 1 mm dikke schil is hobbelig en glanzend, rijp goudgeel of oranjerood, vaak met zwartbruine vlekken.
De boom draagt vanaf het vierde jaar tot 45 kg vruchten per jaar. Op de markt ziet men vaak overrijpe, lelijke bruine vruchten die als handfruit het lekkerst zijn. Rijp is het witte vruchtvlees melig, fijnkorrelig pappig, weinig sappig en aromatisch-zoetzuur van smaak. Aangesneden vruchten worden snel bruin. De vrucht bevat vele 1,2 cm grote zaden. Buiten de vrucht zijn alle delen van de plant giftig.
... · 
A. ×atemoya (Atemoya) · 
A. cherimola (Cherimoya) · 
A. montana (Bergzuurzak) · 
A. muricata (Zuurzak) · 
A. purpurea (Soncoya) · 
A. squamosa (Zoetzak) · 
A. reticulata (Custardappel) · 
...